# Leonardo Valencia
Leonardo Felipe „Leo” Valencia Rossel (ur. 25 kwietnia 1991 w Santiago) – chilijski piłkarz występujący na pozycji ofensywnego pomocnika, obecnie zawodnik brazylijskiego Botafogo.

## Kariera klubowa
Valencia pochodzi ze stołecznego Santiago i jest wychowankiem akademii juniorskiej krajowego giganta – Universidadu de Chile. Jeszcze jako siedemnastolatek został wypożyczony do niżej notowanego Deportes Melipilla, w którego barwach 8 listopada 2008 w wygranym 1:0 spotkaniu z Universidadem de Concepción zadebiutował w chilijskiej Primera División. Był to zarazem jego jedyny występ w Melipilli, a na koniec sezonu 2008 drużyna spadła do drugiej ligi. Po powrocie do Universidadu, przez kolejne dwa lata bezskutecznie usiłował przebić się do pierwszej drużyny, po czym udał się na wypożyczenie do Uniónu La Calera; tam mimo kiepskiego sezonu (tylko jeden mecz) został po roku wykupiony na stałe. Premierowego gola w pierwszej lidze strzelił 27 maja 2012 w przegranej 2:3 konfrontacji z O’Higgins i szybko został wyróżniającym się (choć często rezerwowym) graczem ekipy, która została rewelacją rozgrywek.
Wiosną 2013 Valencia został ściągnięty przez Emiliano Astorgę – swojego byłego trenera z Uniónu – do prowadzonego przez niego stołecznego klubu CD Palestino. Tam zanotował średnio udane półtora roku, po czym, mając coraz większe problemy z utrzymaniem miejsca w składzie, na zasadzie wypożyczenia przeniósł się do Santiago Wanderers. Po owocnych sześciu miesiącach spędzonych w ekipie z Valparaíso, gdzie miał pewną pozycję w linii pomocy, powrócił do Palestino. Tym razem z miejsca został największą gwiazdą, najlepszym strzelcem drużyny (osiemnaście goli we wszystkich rozgrywkach) i czołowym rozgrywającym ligi chilijskiej, a ponadto trener Pablo Guede mianował go kapitanem zespołu. W 2015 roku dotarł do finału krajowego pucharu – Copa Chile, a dzięki świetnym występom wzbudził zainteresowanie czołowych klubów w kraju.
W lipcu 2015 Valencia został wypożyczony na okres roku do swojego macierzystego Universidadu de Chile. Jeszcze w tym samym roku wywalczył z ekipą prowadzoną przez Martína Lasarte zarówno Copa Chile, jak i superpuchar kraju – Supercopa de Chile. Ostatecznie nie spełnił jednak postawionych przed nim oczekiwań – z biegiem czasu notował coraz rzadsze występy, popadając w konflikt z nowym trenerem Sebastiánem Beccacece. W kwietniu 2016 został natomiast wraz z czterema innymi graczami dyscyplinarnie odsunięty od składu. Po powrocie do Palestino odzyskał dobrą formę; jego udane mecze jesienią zaowocowały pierwszymi powołaniami do kadry narodowej. W lipcu 2017 na zasadzie wolnego transferu dołączył do brazylijskiego giganta – ekipy Botafogo FR z siedzibą w Rio de Janeiro. W tamtejszej Campeonato Brasileiro Série A zadebiutował 2 sierpnia 2017 w przegranym 1:2 meczu z SE Palmeiras.

## Kariera reprezentacyjna
W seniorskiej reprezentacji Chile Valencia zadebiutował za kadencji selekcjonera Juana Antonio Pizziego, 6 października 2016 w przegranym 0:3 spotkaniu z Ekwadorem w ramach eliminacji do Mistrzostw Świata w Rosji. Pierwszą bramkę w kadrze narodowej strzelił natomiast 13 czerwca 2017 w przegranym 2:3 sparingu z Rumunią. Kilka dni później został powołany na Puchar Konfederacji – na rosyjskich boiskach pełnił jednak wyłącznie rolę rezerwowego, rozgrywając dwa z pięciu meczów (obydwa po wejściu z ławki), a jego drużyna dotarła wówczas do finału, ulegając w nim Niemcom (0:1).